# Die Zeit (Lied)
Die Zeit ist ein Lied der Dark-Wave-Band Relatives Menschsein, das die Band 1993 veröffentlichte. Das Stück wurde nach Verflucht und Tempel ein weiterer Erfolg für Relatives Menschsein. Es erschien in der Hochphase des Genres Neue Deutsche Todeskunst und avancierte zu einem Clubhit.

## Hintergrund und Veröffentlichungen
Nach einer kurzen Karriere der Band als eine der Initiatoren der Neuen Deutschen Todeskunst verließ Jörg „Jogy“ Wolfgram Relatives Menschsein, woraufhin die verbliebenen Musiker keine weiteren Alben einspielen wollten. So beschränkte sich Relatives Menschsein auf Kompilationsbeiträge und gelegentliche Auftritte bis zum Jahr 1999.
Als ein solches Stück erschien Die Zeit 1993 auf der Kompilation To be Spun von Rayher Disc Discography und im darauf folgenden Jahr auf der vierten Ausgabe der erfolgreichen Dark-Music-Reihe We Came to Dance von Sub Terranean. Zur Aufnahme machte die Band keine Angaben. Zum Zeitpunkt der Aufnahme bestand Relatives Menschsein aus dem Sänger „Amadeus“ Wolfgang A. Mödl, der Texterin Lisa „Lissy“ Mödl, dem Keyboarder und Songschreiber Jörg Hüttner und dem Gitarristen Andy Age.

## Musik und Text
Die Zeit wurde im 4/4-Takt und im Grundton Gis-Moll/As bei einem Tempo von 107 BpM geschrieben. Markant ist der ausgeprägte Rhythmus eines Bassanschlags. Das Stück gilt als energiegeladen und besonders tanzbar.
Der Text nutzt einfache Beschreibungen von Aufbau und Funktion einer Uhr und stellt dieser Fragmente existentialistischer Überlegungen zur Bedeutung von Zeit für den Menschen gegenüber. Wiederholt wird betont, dass Zeit für Leid und Verfall verantwortlich ist. Die Zeile „Stunde um Stunde“ wird dabei mehrfach wiederholt. Als Refrain dient der zwischen den Strophen geflüsterte Liedtitel.

„Die Zeit, sie quält

Stunde um Stunde

Die gespannte Feder treibt das Uhrwerk an

Zahnräder bewegen die stummen Zeiger

Mit der Zeit beginnt der Zerfall

Stunde um Stunde“